# La Concorde
La Concorde je državna himna Gabona. Napisao i izveo ju je Georges Aleka Damas, usvojena je nakon proglašenja nezavisnosti Gabona 1960.

## Tekst

### Originalna verzija nafrancuskom
Refren :
Uni dans la Concorde et la fraternité
Éveille-toi Gabon, une aurore se lève,
Encourage l'ardeur qui vibre et nous soulève!
C'est enfin notre essor vers la félicité.
C'est enfin notre essor vers la félicité.
Éblouissant et fier, le jour sublime monte
Pourchassant à jamais l'injustice et la honte.
Qu'il monte, monte encore et calme nos alarmes,
Qu'il prône la vertu et repousse les armes.
Refren
Oui que le temps heureux rêvé par nos ancêtres
Arrive enfin chez nous, réjouisse les êtres,
Et chasse les sorciers, ces perfides trompeurs.
Qui semaient le poison et répandaient la peur.
Refren
Afin qu'aux yeux du monde et des nations amies
Le Gabon immortel reste digne d'envie,
Oublions nos querelles, ensemble bâtissons
L'édifice nouveau auquel tous nous rêvons.
Refren
Des bords de l'Océan au cœur de la forêt,
Demeurons vigilants, sans faiblesse et sans haine!
Autour de ce drapeau, qui vers l'honneur nous mène,
Saluons la Patrie et chantons sans arrêt!

### Engleskiprijevod
Refren:
United in the concord and the brotherhood,
Awake, Gabon, dawn is at hand.
Stir up the spirit that thrills and inspires us!
At last we rise up to attain happiness.
At last we rise up to attain happiness.
Dazzling and proud, the sublime day dawns,
Dispelling for ever injustice and shame.
May it rise,rise again and calm our fears,
May it promote virtue and banish warfare.
Refren
Yes, may the happy days dreamed by our ancestors
Come for us at last, rejoice our hearts,
And banish the sorcerers, those perfidious deceivers
Who were sowing poison and were spreading fear.
Refren
So that, in the eyes of the world and of friendly nations,
The immortal Gabon may maintain her good repute,
Let us forget our quarrels, let us build together
The new structure of which we are all dreaming of
Refren
From the shores of the Ocean to the heart of the forest,
Let us remain vigilant, without weakness and without hatred!
Around this flag which leads us to honour,
Let us salute the Fatherland and ever sing!
Refren

## Vanjske poveznice
- Gabon: La Concorde - Državna himna Gabona sa zvukom